# IBM 1401

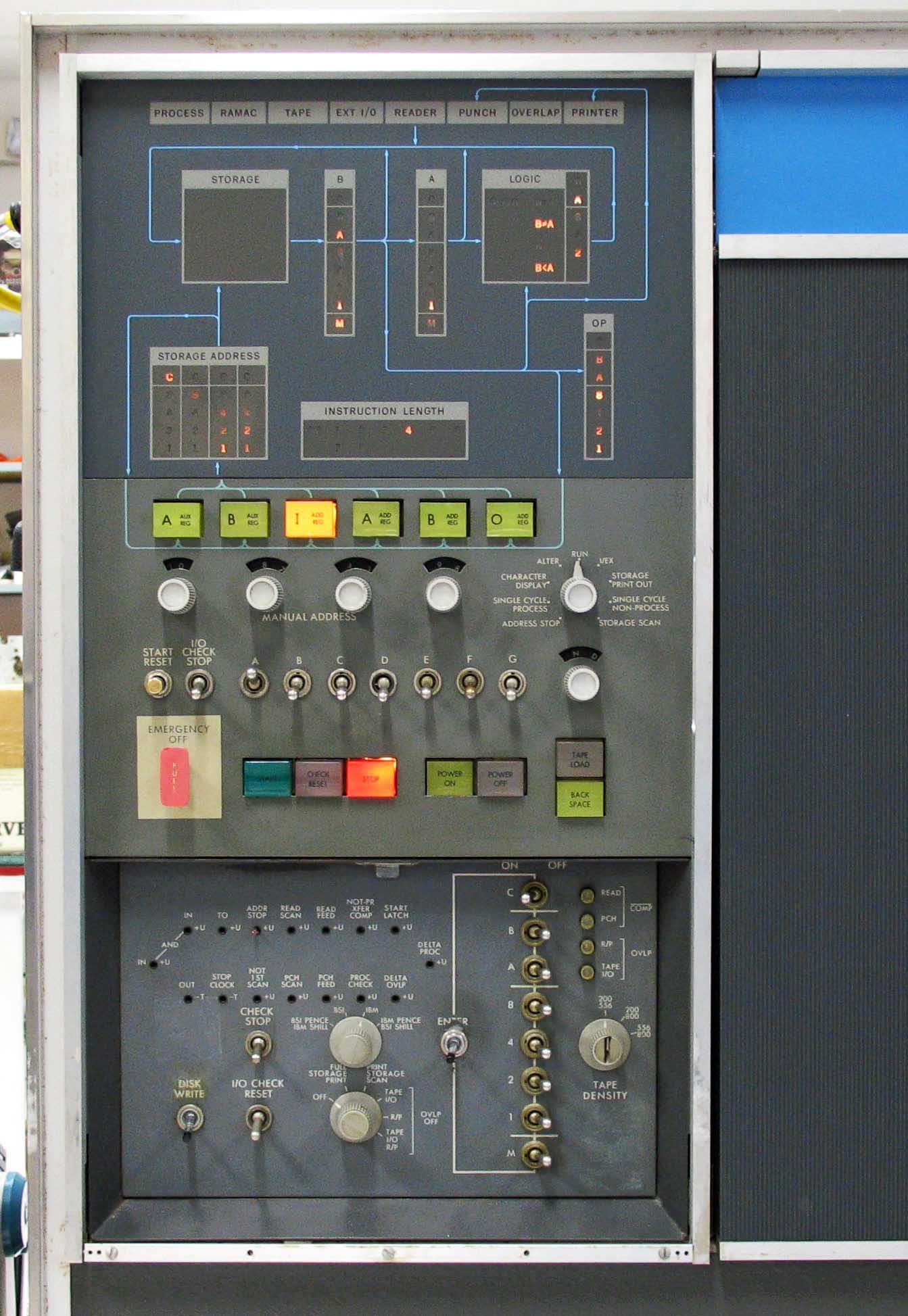
IBM 1401 조작 패널

IBM 1401 메인프레임으로서 IBM 1400 시리즈의 첫 모델이다. 가변 워드 길이를 채택하였으며 이전의 컴퓨터에 비해 진공관 수를 줄이고 트랜지스터 비율을 높여 전체 부피를 줄였다. 이 컴퓨터는 IBM에서 1959년 10월 5일에 발표되었고, 1971년 2월 8일에 판매 종료되었다.
대한민국에서 IBM 1401은 최초로 공식적으로 도입한 컴퓨터라는 의미가 있다. 실제 IBM 1401 컴퓨터 본체가 도착한 날짜는 1967년 4월 15일이므로 3월 25일에 도착한 파콤 222가 한 달 앞서지만, 통관 허가가 떨어진 날짜가 파콤 222는 1967년 5월 12일이었지만, IBM 1401은 그보다 앞선 1967년 4월 25일이기 때문이다.